# 志乃ちゃんは自分の名前が言えない
『志乃ちゃんは自分の名前が言えない』（しのちゃんはじぶんのなまえがいえない）は、押見修造による日本の漫画作品。2011年12月21日から2012年10月17日までウェブマガジン『ぽこぽこ』にて連載された。全11話。
実写映画化され、2018年に公開された。

## あらすじ
大島志乃は吃音症の少女。高校に入学してまもなくのクラスでの自己紹介もうまくいかず、彼女の学園生活は最初から躓いてしまう。

## 主な登場人物
大島 志乃（おおしま しの）
高校1年生の女子。突然、人前で、特定の言葉、とりわけ母音で始まる言葉が発しにくくなる疾病を抱えている。ただし原作、後述する劇場用作品でも明確な症状名は明かされていない。これは「症状を持つゆえの特有の問題」と捉えてほしくないという作者の意向である。
岡崎 加代（おかざき かよ）
ただひとり、名前が言えない志乃を笑わずに接してくれたクラスメイト。音楽好きだが、歌が下手。
菊池（きくち）
加代のクラスメイトの男子。お調子者でやらかす癖がある。

## 書誌情報
- 押見修造 『志乃ちゃんは自分の名前が言えない』 太田出版、2013年1月6日第1版第1刷発行（2012年12月7日発売）、ISBN 978-4-7783-2180-2

## 実写映画
南沙良と蒔田彩珠主演で2018年7月14日に公開された。湯浅弘章の長編商業映画デビュー作品。文部科学省特別選定（青年向き・成人向き・家庭向き）、文部科学省選定（少年向き）、厚生労働省社会保障審議会推薦児童福祉文化財（中学生以上、保護者・指導者等）。
撮影は静岡県沼津市と下田市。

### キャスト
- 大島志乃 - 南沙良
- 岡崎加代 - 蒔田彩珠
- 菊地強 - 萩原利久
- 小柳まいか
- 池田朱那
- 柿本朱里
- 中田美優
- 蒼波純
- 渡辺哲
- 小川悦子 - 山田キヌヲ
- 大島由美 - 奥貫薫

### スタッフ
- 原作 - 押見修造『志乃ちゃんは自分の名前が言えない』（太田出版）
- 監督 - 湯浅弘章
- 脚本 - 足立紳
- 音楽 - まつきあゆむ
- 挿入歌 - 「あの素晴しい愛をもう一度」「翼をください」「世界の終わり」「青空」
- 製作 - 安井邦好、崔相基、二宮清隆、鷲見貴彦
- プロデューサー - 田坂公章、伊達毅
- 音楽プロデューサー - 緑川徹
- ラインプロデューサー - 小橋秀之
- 撮影 - 今村圭佑
- 照明 - 平山達弥
- 録音 - 池田雅樹
- 装飾 - 前屋敷恵介
- 衣装 - 松本恵
- ヘアメイク - 橋本申二
- 助監督 - 松浦健志
- 制作担当 - 村上麻里子
- 配給 - ビターズ・エンド
- 制作プロダクション - 東北新社
- 製作 - 「志乃ちゃんは自分の名前が言えない」製作委員会（日本出版販売、カルチュア・エンタテインメント、東北新社、ベンチャーバンク）